# Шавлакадзе Роберт Михайлович
Ро́берт Миха́йлович Шавлака́дзе (груз. რობერტ მიხეილის ძე შავლაყაძე; 1 квітня 1933, Тбілісі, Грузинська РСР, СРСР — 4 березня 2020, там само) — грузинський радянський легкоатлет, стрибун у висоту. Олімпійський чемпіон, заслужений майстер спорту СРСР.

## Біографія
Народився 1 квітня 1933 року у Тбілісі.
Закінчив Грузинський державний інститут фізичної культури (1955), Тбіліський державний університет (1961), тренер-викладач. Кандидат педагогічних наук. Член КПРС з 1964 року.
Виступав за команду «Динамо» (Тбілісі). У 1959 році першим з радянських стрибунів у висоту зміг здобути перемогу над представником США. Двічі представляв СРСР на Олімпійських іграх (1960 і 1964 рр., 1-е і 5-е місця відповідно). Особистий рекорд — 2 м 17 см (1964).
Заслужений майстер спорту СРСР (1960). Кавалер ордена Леніна.

## Спортивні досягнення
- Олімпійський чемпіон зі стрибків у висоту (1960; 2 м 16 см — олімпійський рекорд).
- Бронзовий призер Чемпіонату Європи 1962 року (2 м 09 см).
- Чемпіон СРСР 1964 року.

## Державні нагороди
- Президентський орден Сяйво (Грузія, 2018)[5]